# Adele Schlombs

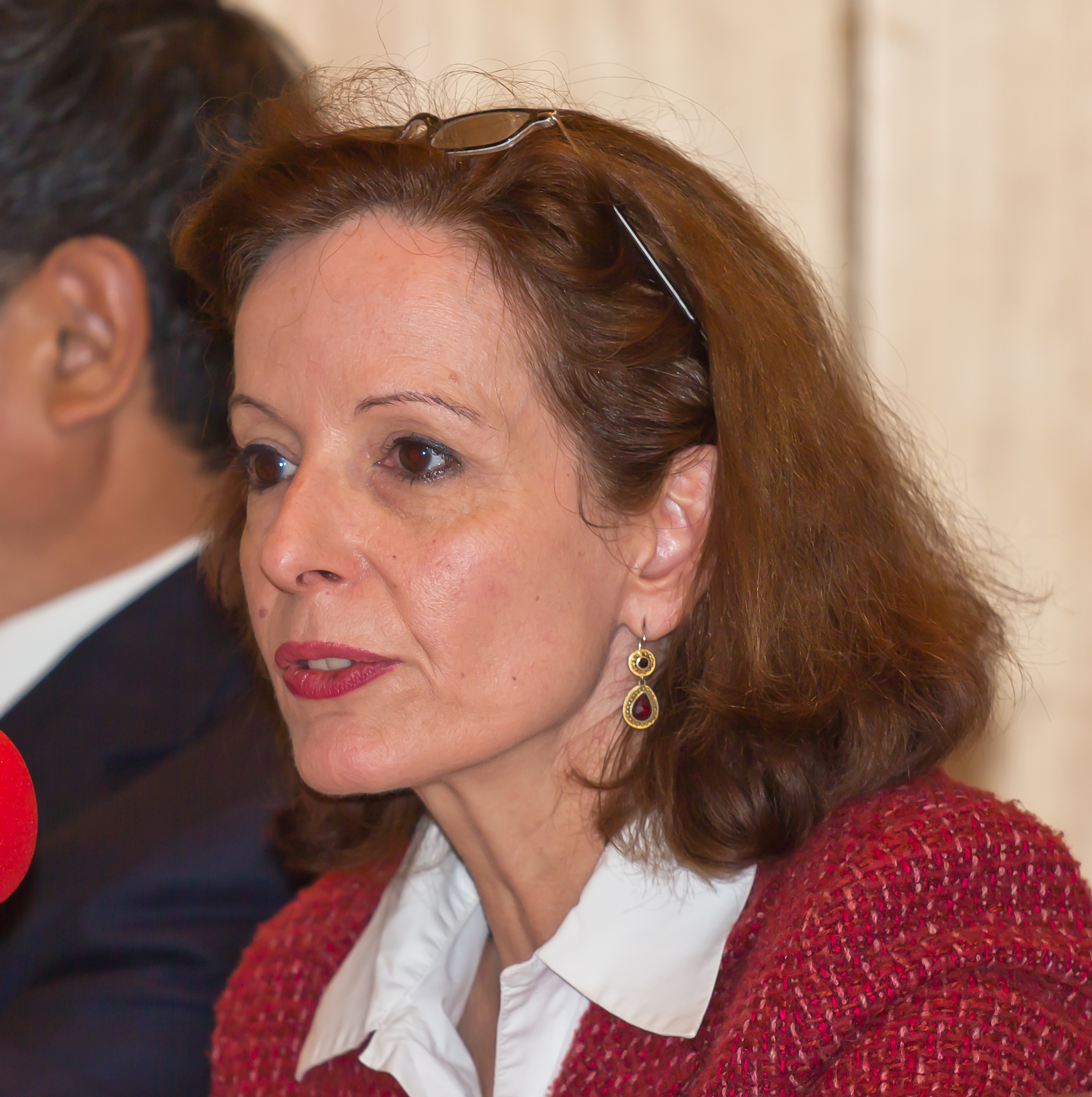
Adele Schlombs (2012)

Adele Schlombs (* 1956) ist eine deutsche Sinologin, Kunsthistorikerin und ehemalige Museumsdirektorin.

## Werdegang
Adele Schlombs, eine von fünf Töchtern des Architekten und Kölner Erzdiözesanbaumeisters Wilhelm Schlombs (1920–1993), studierte Sinologie, ostasiatische und europäische Kunstgeschichte sowie Vergleichende Religionswissenschaft an den Universitäten in Köln und Heidelberg sowie von 1977 bis 1978 in Taiwan und von 1984 bis 1987 an der Universität Kyōto. 1989 wurde sie mit einer Dissertation zu einem exzentrischen Mönchskalligrafen des 9. Jahrhunderts in Heidelberg promoviert.
Von 1991 bis Ende Oktober 2022 war sie in der Nachfolge von Roger Goepper (1925–2011) Direktorin des Museums für Ostasiatische Kunst der Stadt Köln. Sie hat sich insbesondere mit dem Bestand des Museums beschäftigt, zahlreiche Bestandskataloge herausgegeben und Sonderausstellungen organisiert. Die Digitalisierung und die Pflege der Bilddatenbanken lagen ihr besonders am Herzen. Nach 32 Jahren verabschiedete sich Adele Schlombs im Oktober 2022 mit der Sonderausstellung Horizonte. Qiu Shihua | Leiko Ikemura | Kimsooja | Evelyn Taocheng Wang | Yu Duan von der Direktion.

## Publikationen (Auswahl)
- Hiroshige 1797–1858. Meister japanischer Ukiyoe-Holzschnitte (= Kleine Reihe. 2.0). Taschen, Köln 2016, ISBN 978-3-8365-0015-9.
- (Hrsg.): China und die Hoffnung auf Glück. Sammlung Peter und Irene Ludwig [Sonderausstellung vom 28. Oktober 2000 bis zum 18. Februar 2001]. Kehrer, Heidelberg 2000, ISBN 978-3-933257-49-9.
- Chinesische und japanische Schriftkunst der Sammlung Heinz Götze (= Patrimonia. Band 125). Kulturstiftung der Länder, Berlin 1999, DNB 958238618.
- Huai-su and the beginnings of wild cursive script in Chinese calligraphy (= Münchner ostasiatische Studien. Band 75). Steiner, Stuttgart 1998, ISBN 978-3-515-07172-7.
- Museum für Ostasiatische Kunst der Stadt Köln (= Reihe Prestel Museumsführer.). Prestel, München/New York 1995, ISBN 3-7913-1593-5.